# Simon Stenspil
Simon Krogh Stenspil (født 26. juni 1983 i Glostrup) er en dansk sanger, musiker, film- og teaterskuespiller.

## Karriere
Simon Stenspil blev uddannet fra Statens Teaterskole i 2010. Han debuterede på Teater Nordkraft i De skrigende halse. Inden han blev optaget på Statens Teaterskole var han med i Gummi Tarzan på Det Danske Teater. Som barn var Simon Stenspil elev hos Eventyrteatret. Han har lagt stemme til utallige reklame- og tegnefilm.[kilde mangler]
Simon Stenspil har spillet hovedrollen i en række nyproducerede musicals bl.a. på Aalborg Teater, Jeg er jo lige her . På Østre Gasværk Teater har Simon Stenspil haft hovedrollen som Berger i Hair, hvor han bl.a. spillede sammen med Sanne Salomonsen samt Skammerens Datter 1 og 2, som Nicodemus. I efteråret 2014 lavede Simon Stenspil sammen med sin søster og Michael Falch Rolling Stones Teaterkoncert på Black Box Theatre i Holstebro. Forestillingen tog efterfølgende på turné til Aarhus og København.
I 2018 vandt han sæson 15 af Vild med dans, sammen med den professionelle danser Asta Björk.

## Personlige liv
Simon Stenspil er halvt færing og søn af Cand.tech.soc Børge Krogh Samuelsen og pædagog Lisbeth Stenspil. Han er bror til skuespiller Cecilie Stenspil.
Han er ordblind, hvilket han fandt ud af i 2009, da han gik på Statens Teaterskole.
Han danner par med Anna Stokholm.

## Teater
- 2014 Rolling Stones Teaterkoncert
- 2013 Østre Gasværk Teater: Skammerens Datter - Nicodemus
- 2013 Østre Gasværk Teater: Skammerens Datter 2 - Nicodemus
- 2013 Østre Gasværk Teater: Hair - Berger
- 2012 Betty Nansen Teatret: Ondt Blod
- 2012 Teater Grob: Børn er dumme
- 2012 Aalborg Teater: Jeg er jo lige her
- 2011 Aalborg Teater: Pippi Langstrømpe
- 2011 Aalborg Teater: Jul i Piletræerne
- 2011 Aalborg Teater: Invasion
- 2011 Aalborg Teater: Don Ranudo
- 2011 Aalborg Teater: Pinocchio - Pinocchio
- 2010 Aalborg Teater: Aalborg - jeg elsker dig
- 2010 Teater Nordkraft: De skrigende halse
- 2010 Darger & Co: Gøngehøvdingen
- 2004 Det Danske Teater: Gummi Tarzan[2]

## Diskografi
- 2013: Skammerens Datter 2
- 2013/2011: Wulle Wap Sangen (Fra filmen ”Jungledyret Hugo”)
- 2010 It´s Hard To Be A Nissemand
- 2010: Jul det' cool
- 1998: Rasmus Klump og hans venner - 12 helt nye sange

## Filmografi

### Tegnefilm
- 2023: Ninjago Dragerne vågner - Cole
- 2014: Flyvemaskiner 2 - Dusty
- 2013: Flyvemaskiner - Dusty
- 2013: Turbo
- 2012: Ninjago - Cole
- 2010: Planet 51
- 2010: Winx club - Det fortabte kongerige
- 2010: Yogi bear
- 2009: Nat På Museet 2
- 2009: Juniper Lee - Dennis
- 2008: Teenage Mutant Ninja Turtles
- 2007: iCarly - Spencer Shay
- 2007: TMNT – Michelangelo
- 2005: Avatar: den sidste luftbetvinger - Jet og div. småroller
- 2004: Yu-Gi-Oh: Duel Monsters - Seto Kaiba
- 2005: Transformers Energon - Iron Hide
- 2003: Cubix - Mong
- 1997: Rasmus Klump – 52 episoder - Pelle
- 1996: Rasmus Klump sejler Jorden rundt – Pelle
- 1996: Rasmus Klump bygger skib – Pelle
- 1991: Rollinger
- 1988: Landet for længe siden
- Total Drama Island
- Hannah Montana
- Beyblade

### TV-serier
- 2017: Badehotellet - Valter
- 2015: Ditte og Louise.
- 2013: Dicte – Episoder: Personskade 1 + 2 - Darko
- 2012: Rita – Eposoder: Beskytteren og Læreren - Carsten, Riccos bekendte
- 2001: Mistænkt
- 1999: Olsen-bandens første kup – Dynamit-Harry
- 1997/2007/2014: Alletiders julemand - Ludvig
- 1996: Far, mor og Blyp - 9 afsnit
- 1995/2006: Alletiders Nisse - Lille Pyrus